# Tranvia Milano-Corsico-Abbiategrasso
La tranvia Milano-Corsico-Abbiategrasso era una linea della rete tranviaria interurbana di Milano che collegava alla metropoli lombarda i popolosi centri posti lungo il Naviglio Grande.

## Storia

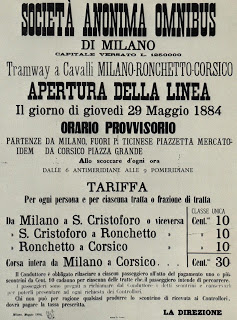
Locandina del servizio a cavalli

La concessione per un'ippovia da Milano a Corsico fu accordata alla SAO, che inaugurò la linea il 29 maggio 1884.
La trazione animale fu preferita a quella a vapore sia per la brevità del tracciato (6 km), sia per il carattere suburbano della zona attraversata, che richiedeva fermate ravvicinate.
Ma agli inizi del XX secolo lo sviluppo della trazione elettrica fece propendere per l'adozione di questo sistema; il 23 ottobre 1903 la SAO cedette la linea alla Edison, che attivò la trazione elettrica il 31 dicembre successivo.
Il 7 aprile 1910 la Edison ottenne dalla provincia di Milano la concessione per il prolungamento della linea fino ad Abbiategrasso; tale concessione fu ratificata da un Regio Decreto nel 1912, e il 12 giugno 1914 il prolungamento venne attivato.
Nel 1919 la linea passò alla STEL, che provvide a potenziare il tracciato portando il binario su sede riservata (marciatram) a fianco della strada.
In seguito a tali potenziamenti, la linea superò indenne gli anni trenta, periodo in cui furono soppresse molte tranvie, particolarmente quelle a vapore. Dopo la seconda guerra mondiale, l'obsolescenza degli impianti e delle vetture impiegate, unita alla concorrenza automobilistica, rese difficile l'esercizio tranviario. La tratta Corsico-Abbiategrasso fu soppressa l'8 dicembre 1956 e sostituita da un'autolinea.
La tratta Milano-Corsico, caratterizzata da un intenso traffico suburbano, rimase in esercizio per altri dieci anni, ma anch'essa fu sostituita da autocorse il 5 marzo 1966.

## Caratteristiche
|  | Unknown route-map component "uexKBHFa" |

| Unknown route-map component "CONTgq" | Unused waterway under railway bridge | Unknown route-map component "CONTfq" |

|  | Unknown route-map component "uexBHF" |

|  | Unknown route-map component "uexBHF" |

|  | Unknown route-map component "uexBHF" |

|  | Unknown route-map component "uexBHF" |

|  | Unknown route-map component "uexhKRZWae" |

|  | Unknown route-map component "uexBHF" |

|  | Unknown route-map component "uexBHF" |

|  | Unknown route-map component "uexBHF" |

|  | Unknown route-map component "uexKBHFe" |

Armata con binario a scartamento standard di 1445 mm, la linea era alimentata alla tensione continua di 600 volt, la stessa della rete urbana di Milano.

### Percorso

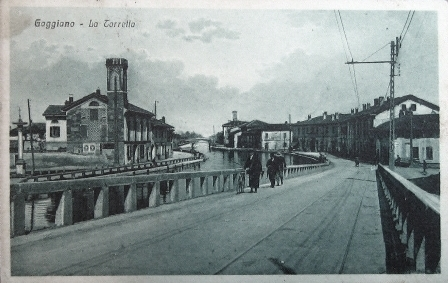
Gaggiano

La linea aveva origine a Milano, in piazza XXIV Maggio. Da qui imboccava la Ripa di Porta Ticinese, costeggiando il Naviglio Grande; in seguito, a causa dell'espansione cittadina, questo tratto venne condiviso con le tranvie urbane, estese nel 1901 fino a San Cristoforo, e successivamente fino alla "Cà Bianca": l'attuale piazzale Negrelli.
La linea proseguiva poi lungo il Naviglio, toccando Ronchetto, Corsico, Trezzano e Gaggiano, dove la strada attraversava il canale con un percorso a baionetta angusto e ripido; da qui si continuava in aperta campagna, sempre lungo il Naviglio, fino al capolinea di Abbiategrasso, posto immediatamente prima del passaggio a livello, a breve distanza dalla stazione ferroviaria.

## Materiale rotabile
Per tutto l'arco della sua esistenza, la linea Milano-Abbiategrasso vide in servizio le vetture "tipo Abbiategrasso" al traino di rimorchiate a carrelli.
Per il servizio locale Milano-Corsico, invece, furono sempre utilizzate vetture leggere di tipo antiquato: nell'anteguerra le "decapitate" dismesse dalla Milano-Monza e nel dopoguerra le "Biscia", le 70 ÷ 71 OM o le 72 ÷ 83 Carminati. In alcuni periodi di carenza di materiale erano utilizzate anche motrici urbane, quali le 600, le 3000 o le 4000.